# 小森ゆきの
小森 ゆきの（こもり ゆきの、1996年12月5日 - ）は、日本の元アイドルであり、女性アイドルグループDoll☆Elementsの元メンバー。千葉県出身。ドリーミュージックアーティストマネージメント所属。

## 略歴
2013年
- 11月10日、同年4月から実施されていたDoll☆Elements新メンバーオーディションを経て、正式に加入。秋葉原UDXシアターで開催されたDoll☆Elements定期公演のアンコールでお披露目が行われた[5]。

2014年
- 8月20日、自身のVineアカウントを公開[6]。

2015年
- 8月3日、代々木第二体育館で開催された「IDOL NATION × TOKYO IDOL FESTIVAL〜KOO MEETS IDOL KOO輩大集合！〜」でDJ KOO指導の下、アイドルDJとしてDJを初披露[7][注釈 1]。
- 8月23日、恵比寿LIQUIDROOMで開催された夏のワンマンライブ「ONE-MAN LIVE 2015 SUMMER“DOLL PARTY”」のファイナル公演で、DJ KOOMORIとしてDJを披露[9]。
- 10月28日、LINE MUSICで自身が作成したプレイリスト「小森ゆきのの前向きになれる曲」を公開[10]。
- 11月9日、初のソロ仕事として同月16日から放送開始の「インスタントジョンソンのShall We Conte?」に出演することが決定[11][12]。

2016年
- 1月4日、自身のInstagramアカウントを公開[13]。
- 10月30日、自身のブログで翌年1月14日に開催されるZepp Tokyoでの解散ライブをもって芸能界を引退することを表明[14]。
- 12月19日、グループの解散に伴いレギュラー番組「インスタントジョンソンのShall We Conte?」を卒業。

2017年
- 1月14日、Zepp Tokyoで開催された「Doll☆Elements One-Man Last Live 2017～Doll Memories～」をもってDoll☆Elementsの解散と共に芸能界を引退。

引退後
- 2017年8月16日放送の『有吉探検隊』（テレビ朝日）で、歯科衛生士の専門学校に通っている事が判明[1]。
- 2019年6月16日、東京キネマ倶楽部で開催された『権田夏海バースデーライブ2019』にゲスト出演。権田と共に「エクレア〜love is like a sweets〜」「Take Away」「Double」「Judgement」を歌唱した[15]。

## 人物
好きな食べ物はお肉、栗、ロールキャベツ、サツマイモ。嫌いな食べ物は瓜系（ゴーヤ、ピーマン、キュウリなど）、赤味噌、レバー、ネギ。好きな言葉は「明日は明日の風が吹く」。好きな教科は体育、英語、生物。苦手な教科は数学。好きな芸人はネプチューンの堀内健。鳥と足ツボが苦手。
性格・特徴
自身の長所として「明るく元気な所」、短所として「空気が読めない所」と「ネガティブな所」を挙げている。メンバーの誰にも負けないものとして、身体的な面では自分の口を挙げている。逆に、心理的な面では度胸があり、無茶振りに対応出来るところとフレンドリーですぐ人と仲良くなれるところを挙げている。
髪
2016年5月13日に髪の毛を黒染めするまで、人生で一度も髪を染めたことが無かった。本当は明るく染めたいが「事務所の社長から禁止されている」「清楚に見せたい」「ファンが離れてしまう」といった理由から黒髪をキープしている。そのため、自分の黒髪について「ビジネス黒髪」であると説明しているが、ラストライブを終えてアイドルを引退した翌日に髪の毛を明るく染めたことを自身のTwitterで報告している。
瞳
アイドルをやる上で譲れないものとして「カラーコンタクトレンズ（以下、カラコン）」を挙げている。理由は、瞳に自信が無いため。「三白眼で目つきが悪く見える」「色素が薄くて茶色い」と説明している。自身について「カラコン依存症」であると説明するほどであったが、2016年10月1日に自身のブログで「いつまでもカラコンつけてられないと思った」と言い、突然カラコンからの卒業を宣言をした。
趣味・特技
趣味はショッピング、人間観察、おしゃべり、雑誌を読むこと、洋服の毛玉を取ること。特技はヘアアレンジとダンス。イベントの際などにメンバーのヘアアレンジを小森が担当することもある。
家族
モデルの小森なのは実姉である。
アイドル
幼少期に姉2人がモーニング娘。に熱中していた影響で自身もモーニング娘。に熱中するようになった。5歳の頃からダンスを習っており、人前に立つことやダンスをすることが好きだったため、アイドルを目指すようになった。アイドルには幼稚園生の頃から憧れており、本格的にアイドルを目指すようになったのは高校生の頃である。アイドルとしての目標は、より多くの人に自分のことを知ってもらい、沢山の人に愛されるアイドルになること。ハロプロが好き。好きなメンバーは鞘師里保と工藤遥。ハロプロ以外だとAKB48が好き。尊敬する人物はAKB48の大島優子。
スポーツ
高校時代はスポーツクラスに所属しており、クラスで往復走を行った際には一番多い回数を往復するほどの運動神経の持ち主である。アメブロのプロフィールには好きなスポーツ「サッカー」と書いてあるが、サッカーに関する知識は皆無である。本人はサッカーにした理由として「学生時代に体育の時間でサッカーをやるのが好きだったから」と、2016年11月8日放送のどるラジで答えている。

### Doll☆Elements関連
高校生の頃にDoll☆Elementsのライブをイベントで見たことがきっかけで、デビュー前からファンであった。オーディション雑誌でDoll☆Elementsが新メンバーを募集していることを知り、親に内緒でオーディションを受けた。本人にとってDoll☆Elementsはラストチャンスだと思って受けたアイドルグループであり、オーディションに落ちていたとしても他のアイドルにはなっていなかったと述べている。
担当カラー
担当カラーは緑。当初はオレンジの予定だったが、担当カラーが黄色の小島瑠那が「黄色とオレンジは被っている」とスタッフに指摘したため、緑に変更された。外崎梨香はこの件について、「元々、小森の「森」にかけて緑が良いと思っていたからちょうど良かった」と2016年3月15日放送のどるラジで語っている。
自己紹介
キャッチフレーズは「今日も最後まで、ゆきのんストップ！ どるえれの元気っ子、ゆきのんこと小森ゆきのです。よろしくお願いします！」。このキャッチフレーズは、決める際にスタッフから「自分で考えてこい」と言われて急いで作ったものである。尚、本人は『「元気っ子」と言っているが「KYキャラ」にすればよかったと少し後悔している』と述べている。
愛称
愛称は「ゆきのん」。語尾に「〇〇のん」や「〇〇こもり」をつけることが多く(例:お疲れ様→おつのん、高まる→高まりこもり等）、本人はこれをゆきのん語と呼んでいる。また、小森ゆきのファンは「ゆき☆エレ」と称されている。
キャラクター
握手会では両手をクロスする握手をしており、本人はそれを「クロス握手」と呼んでいる。ファンの名前を覚える際にはその人の名前で即興ソングやキャッチフレーズを作り、頭の中で繰り返し復習を行うことで記憶している。お笑いにはストイックであり、面白いことがあるとメモをする習慣がある。また、Shall We Conte?初回収録後には一人で反省会を行うほどである。
メンバーとの関係
公私ともに外崎梨香と仲が良く、プライベートで遊んだり一緒に風呂に入るほどである。小森は外崎について「可愛がってくれるところ」「相談にのってくれたり、親身なところ」「信頼、信用できるところ」「一緒にふざけてくれるところ」が好きであると自身のブログで綴っている。同じ千葉県出身の小島瑠那とは家が近く、家から徒歩5分程度の場所に住んでいる。
ダンス
5歳の頃からダンスを習っており、そのジャンルはクラシックバレエ、ヒップホップ、ジャズダンス、ヒップホップジャズと多岐にわたる。中でも好きだったのはガールズヒップホップ。他のメンバーと比較した自分のアピールポイントの一つとして自身のダンス歴の長さを挙げており、振り付けを覚える早さ、体の柔らかさ、ヒップホップダンスが得意であるという点において秀出していると述べている。幼少の頃からダンスを習い続ける中でダイナミックに大きく踊ることを心掛けていたため、女の子らしく可愛く踊ることが要求されるDoll☆Elementsのダンスは本人にとって難しく感じることもあった。ダンスが得意な曲として「大好きだから」を挙げるようにしている。理由は、ダンスの先生に「一番向いている」、「ソロパートが印象に残る」と言われたためである。
DJ
2015年夏にDJ KOOによるDJの指導を受け、同年8月3日に代々木第二体育館で開催された「IDOL NATION × TOKYO IDOL FESTIVAL〜KOO MEETS IDOL KOO輩大集合！〜」で初めてDJとしてステージに立つ。それ以来、Doll☆Elementsのイベントでは時折「DJ KOOMORI」としてDJを披露している。これまで、同月23日に恵比寿LIQUIDROOMで開催されたワンマンライブ「ONE-MAN LIVE 2015 SUMMER“DOLL PARTY”」、自身の誕生日にあたる12月5日にベルエポック美容専門学校(原宿)第2校舎ホール開催された「どる☆クラ会員限定ファンミーティング 小森ゆきの生誕祭」でDJのパフォーマンスが行われた。生誕祭では多い曲数と尺の長さによる作業の多さに不安になり、リハーサルで大号泣した。
その他
最も好きな曲は、「I have a dream」。この曲が好きな理由として「落ち込んでいるときに聴いて勇気をもらえた」「言葉一つ一つが自分の力になる」と説明している。最も好きな衣装は、「君のオモイ届けたい」の衣装。しかし、この曲のメイン衣装からサブ衣装へ変身することが苦手。2番目に好きな衣装は「君のネガイ叶えたい！」のメイン衣装、3番目に好きな衣装は「Dear future」のサブ衣装である。

### ユニット参加
アイドリングNEOとのユニット「どる☆NEO」、グループ内ユニット「プチ☆エレ」「チバ☆エレ」に参加。
どる☆NEO
2015年2月11日発売のDVDシングル「ショコラ☆ロマンティック」に参加。アイドリングNEOとコラボした際に「mero mero」の振り付けを教えてもらったことがきっかけで、元アイドリング!!!の佐藤ミケーラ倭子とは特に仲が良かった。
プチ☆エレ
「プチ☆エレ」は、小森ゆきの、小泉遥、小島瑠那の3人によるグループ内ユニットであり、メンバー3人の名字の頭文字「小」であることがユニット名の由来である。2014年4月5日に秋葉原UDXシアターで開催された4th定期公演「君のトナリで踊りたい！」では、権田・外崎の「チーム クール・ビューテイー」、小森・小島・小泉の「ヤングチーム」でカラオケ対決をしていたが、「ダサいから新しい名前を考えてきた」と小島が改名を宣言したことによって「プチ☆エレ」になった。これまでに4thシングル「君のネガイ叶えたい！」収録の「スキなの?!キライなの?!」、7thシングル「君のオモイ届けたい」収録の「あれれれ?ここはどこ?」の2曲がプチ☆エレ名義で発表されている。2016年夏にはプチ☆エレとして初めてイベントを行い、都内2ヶ所でミニライブを実施した。
チバ☆エレ
「チバ☆エレ」は、小森ゆきの、小島瑠那によるグループ内ユニットである。小森、小島共に千葉県出身であることがユニット名の由来であり、2016年8月13日と14日に千葉県内のショッピングモールやCDショップでミニライブを行った。この日、権田夏海と外崎梨香が「グラ☆エレ」として山口県・愛媛県でイベントを行っていたこと、小泉遥が権田と共にキャストを務めた舞台『100点un・チョイス！第3回本公演「誰かが彼女を知っている」』に出演していたことを背景に、一時的に「チバ☆エレ」が結成されたと考えられる。小泉と権田の舞台がクランクアップを迎えた際に小森は自身のブログで「5人で活動してこそがどるえれだと思っていた」と前置きし、「数人で活動することが多く、不安だった」「2人が戻り、一緒に活動出来ることが嬉しい」と語っていた。

## 出演

### ネット配信
- インスタントジョンソンの”Shall We Conte?”（2015年11月16日 - 2016年12月19日、ワロップ放送局） - レギュラー
- はまぐちコントサークル企画編「スナックうめこスペシャル」 第2回（2016年1月30日、SHOWROOM） - 小泉・小森・権田の3人でゲスト出演
- 激バナ!〜アイドル語り〜（2016年3月3日・17・31日、NOTTV） - 小泉・小森・権田の3人で出演
- えりぬきアイドルがその場で調べるニュースの結論（略して）バラ売り（2016年3月19日・4月23日、Kawaiian TV）
- 松井咲子の爆笑クレッシェンド #7（2016年12月7日、ワロップ放送局） - 権田と2人でゲスト出演

### ラジオ
- sendai☆syrupのホップシロップジャンプ!（2015年11月9日・2016年2月22日・6月13日・8月8日、東北放送） - 2015年11月9日、2016年2月22日は小森・権田、2016年6月13日は小泉・小森、2016年8月8日は小島・小森の2人でゲスト出演
- 60TRY部（2015年11月24日・2016年4月29日・12月16日、アール・エフ・ラジオ日本） - 2015年11月24日は小森・権田、2016年4月29日は小島・小森、2016年12月16日は小泉・小森の2人でゲスト出演
- J POP’N ROCKs（2016年4月13日、FM FUJI） - 小森・権田の2人でゲスト出演
- 菊地亜美の1ami9（2016年8月19日、アール・エフ・ラジオ日本） - 小島・小森の2人でゲスト出演

### イベント
- はまぐちコントサークル企画編「スナックうめこスペシャル」第2回（2016年1月30日、松竹芸能 新宿角座） - 小泉・小森・権田の3人でゲスト出演
- インスタントジョンソンの”Shall We Conte?” 〜1st Anniversary〜（2016年11月20日、原宿クエストホール）

### 広告
- 大塚製薬「カロリーメイト」Facebookページ「女子大生」編（2016年） - モデル